# Metablax
Metablax is een geslacht van kevers uit de familie  
kniptorren (Elateridae).
Het geslacht is voor het eerst wetenschappelijk beschreven in 1869 door Candèze.

## Soorten
Het geslacht omvat de volgende soorten:
- Metablax acutipennis (White, 1846)
- Metablax brouni Sharp, 1877
- Metablax gourlayi Calder, 1976